# کلود برنارد (شرکت ساعت‌سازی)
کلود برنارد (به انگلیسی: claude bernard) یکی از برندهای ساعت‌سازی بزرگ سوییسی است که در کوه‌های جورا در سوئیس جای گرفته‌است. خاستگاه ساعت‌سازی کلود برنارد دهکده لس جنوز (Les Genevez) واقع در کوه‌های جورا سوییس می‌باشد.
بسیاری از شرکت‌های ساعت‌سازی بزرگ و شناخته شده جهان را در چند دهه گذشته در این کشور کوهستانی قلب اروپا بنا گذاشته شده‌اند.
همه قطعات ساعت‌های ساخت کلود برنارد در کارگاه این شرکت در لس جنوز سوییس با دست سرهم شده‌اند و دست‌ساز هستند، همه قطعات با بهترین کیفیت و مواد ساخته می‌شوند و پیش از آن که به بازار عرضه شوند و مورد تأیید قرار بگیرند و عنوان تضمین‌کننده کیفیت «ساخت سوییس» بر روی آن‌ها درج شود به دقت بررسی می‌شوند.
این ساعت ساز مطرح سوییسی ترکیبی از فناوری نوین، مواد با کیفیت و مهارت‌های سنتی را که از ۱۲۲ سال تجربه بدست آورده است برای تولید و ایجاد طرح‌های نو و پر جنب و جوش با ترکیب اشکال غیرمعمول، مواد جدید و احساس سبکی بکار گرفته‌است که به ندرت در این منطقه قدیمی و تا حد زیادی سنتی رایج است.

## تاریخچه
نشان بازرگانی (برند) کلود برنارد به‌طور رسمی در سال ۱۹۷۳ به ثبت رسید. برای سالیان متوالی نگرش داشتن یا خریدن یک ساعت با کیفیت ساخت سوئیس تنها برای طبقه ثروتمند جامعه سوئیس امکان‌پذیر بود. در دهکده لس جنوز در کوهستان‌های جورا سوئیس، ساعت سازی، ایده‌ای را از سال ۱۹۷۰ در سر می‌پروراند، ایده او ساخت ساعت‌های با کیفیت سوئیسی برای مردمی بود که می‌خواستند در برابر پولی که هزینه می‌کنند یک کالای با کیفیت در اختیار داشته باشند.

این ساعت‌ها می‌بایست از پولاد ضدخش یا طلا و برپایه کیفیت گارانتی ساخت سوئیس، توسط برترین ساعت سازهای سوئیسی و به شکل سنتی ساخته شوند.

این ایده تجسمی بود از تولد برند کلود برنارد، تلاشی که برای به حقیقت پیوستن این ایده صورت گرفت انگیزه‌ای شد برای تیم مهندسی و ساعت سازهایی که گردهم آمده بودند تا آن را ممکن کنند و طیف وسیعی از ساعت‌های با کیفیت و جذاب را با قیمت‌های درخور عرضه کنند.

نشان بازرگانی کلود برنارد در سال ۱۹۷۳ به‌طور رسمی به ثبت رسید و تحت پوشش قانون جهانی کپی رایت قرار گرفت.
این که همه ساعت‌های کلود برنارد باید بیانگر ویژگی‌های مدنظر در جنبش ساخت سوئیس بوده و با بالاترین کیفیت و برپایه تجربه‌های ساعت سازهای سوئیسی و به سبک سنتی ساخته شوند.